# Stenokelisia angusta
Stenokelisia angusta är en insektsart som beskrevs av Ribaut 1934. Stenokelisia angusta ingår i släktet Stenokelisia och familjen sporrstritar. Inga underarter finns listade i Catalogue of Life.